# Lithocarpus lindleyanus
Lithocarpus lindleyanus är en bokväxtart som först beskrevs av Nathaniel Wallich och A.Dc., och fick sitt nu gällande namn av Aimée Antoinette Camus. Lithocarpus lindleyanus ingår i släktet Lithocarpus och familjen bokväxter. Inga underarter finns listade.